# Rajella caudaspinosa
Espèce
Synonymes
- Raia albalinea von Bonde & Swart, 1923[1]
- Raia caudaspinosa von Bonde & Swart, 1923[1]
- Raja caudaspinosa von Bonde & Swart, 1923[1]

Statut de conservation UICN

 LC  : Préoccupation mineure
Rajella caudaspinosa est une espèce de poissons de la famille des Rajidae.

## Répartition
Rajella caudaspinosa se rencontre dans le sud-est de l'Atlantique, des côtes de Lüderitz en Namibie jusqu'au cap des Aiguilles en Afrique du Sud. Elle est présente aux profondeurs comprises entre 310 et 718 m.

## Description
La taille maximale connue pour Rajella caudaspinosa est de 320 mm.

## Étymologie
Son nom spécifique, du latin cauda, « queue », et spinosa, « épines », fait référence aux deux rangées de minuscules épines présentes sur les côtés de la moitié supérieure de sa queue se prolongeant en une seule rangée sur la moitié inférieure.